# Calciatori della nazionale taiwanese
In questa lista sono raccolti i calciatori che hanno rappresentato in almeno una partita la Nazionale taiwanese.
Statistiche aggiornate al 29 settembre 2020.
| Nome                | Presenze | Reti | Esordio | Ultima partita |
| ------------------- | -------- | ---- | ------- | -------------- |
| Chen Chao-an        | 28       | 4    | 2015    | 2019           |
| Chen Hao-wei        | 49       | 8    | 2011    | 2019           |
| Chen Po-liang       | 80       | 25   | 2006    | 2019           |
| Xavier Chen         | 10       | 3    | 2011    | 2017           |
| Cheung Chi Doy      | ?        | ?    | 19??    | 19??           |
| Cheung Chi Wai      | ?        | ?    | 19??    | 19??           |
| Victor Chou         | 8        | 0    | 2012    | 2015           |
| Tim Chow            | 1        | 0    | 2017    | 2017           |
| Onur Dogan          | 7        | 1    | 2016    | 2019           |
| Will Donkin         | 19       | 0    | 2017    | 2019           |
| Emilio Estevez Tsai | 3        | 0    | 2019    | 2019           |
| Liu Sheng-yi        | 5        | 0    | 2016    | 2016           |
| Ruei Wang           | 23       | 1    | 2015    | 2019           |
| Yaki Yen            | 14       | 1    | 2015    | 2018           |